# Laphria formosana
Laphria formosana là một loài ruồi trong họ Asilidae. Laphria formosana được Matsumura miêu tả năm 1916. Loài này phân bố ở miền Ấn Độ - Mã Lai.